# روبرت والاس مالون
روبرت مالون (بالإنجليزية: Robert Malone)‏ عالم فيروسات ومناعة، يركز عمله على تقنية "مرنا"، والأبحاث الدوائية. اُشتهر بنشر معلومات مضللة حول لقاحات كورونا، وتعرض لانتقادات على إثرها.

## التعليم
تخرج من جامعة كاليفورنيا - دافيس، وحصل على الدكتوراه في الطب من جامعة نورث وسترن إلينوي.

## الحياة المهنية
في الثمانينيات، بينما كان باحثًا في معهد سالك، أجرى مالون دراسات حول تقنية حمض الريبونوكلييك الرسول (mRNA)، واكتشف أنه من الممكن نقل الرنا المرسال المحمي بجسيم شحمي إلى الخلايا المستنبتة للإشارة إلى المعلومات اللازمة لإنتاج البروتينات. في أوائل التسعينيات، تعاون مع Jon A. Wolff و Dennis A. Carson وآخرين في دراسة اقترحت لأول مرة إمكانية تخليق mRNA في المختبر لتحفيز إنتاج البروتين المطلوب. يدعي مالون أنه مخترع لقاحات الرنا المرسال، على الرغم من أن الفضل الأكبر يُعطى في كثير من الأحيان للتطورات اللاحقة من قبل كاتالين كاريكو أو ديريك روسي، وكان في النهاية نتيجة لمساهمات مئات الباحثين، وكان مالون واحدًا من بينهم فقط.
عمل مالون مديرًا للشؤون السريرية لمجموعة Avancer ، وعضوًا في المجلس الاستشاري العلمي لشركة EpiVax ، وأستاذًا مساعدًا في كلية الطب بجامعة ميريلاند بالتيمور، وأستاذًا مشاركًا مساعدًا للتكنولوجيا الحيوية في جامعة ولاية كينيساو. كان الرئيس التنفيذي والمؤسس المشارك لشركة Atheric Pharmaceutical والتي تم التعاقد معها في عام 2016 من قبل معهد الأبحاث الطبية التابع للجيش الأمريكي للأمراض المعدية للمساعدة في تطوير علاج لفيروس زيكا من خلال تقييم فعالية الأدوية الموجودة. حتى عام 2020، كان مالون كبير المسؤولين الطبيين في Alchem Laboratories ، وهي شركة أدوية في فلوريدا.

### كوفيد-19
في أوائل عام 2020، أثناء جائحة كوفيد-19، شارك مالون في بحث عن دواء حرقة الفاموتيدين (بيبسيد) كعلاج محتمل لـ كوفيد-19 بعد أدلة غير مؤكدة تشير إلى أنه قد يكون مرتبطًا بزيادة معدل البقاء على قيد الحياة لـ COVID-19.
تلقى مالون انتقادات لنشر معلومات خاطئة عن كوفيد-19، بما في ذلك تقديم ادعاءات غير مدعومة حول السمية المزعومة لبروتينات السنبلة الناتجة عن بعض لقاحات كوفيد-19 ؛ وقام في المقابلات على وسائل الإعلام بالترويج لدواء الإيفيرمكتين؛ [24] وتغريد دراسة من قبل آخرين يشككون في سلامة اللقاح التي تم التراجع عنها لاحقًا. قال إن لينكدن أوقف حسابه بسبب ما زعم أنها منشورات نشرها تشكك في فعالية بعض لقاحات كوفيد-19. ادعى مالون أيضًا أن لقاح فايزر-بيوتنيك وموديرنا يمكن أن يؤدي إلى تفاقم عدوى كوفيد-19.
مع باحث آخر، اقترح مالون بنجاح على ناشري Frontiers in Pharmacology إصدارًا خاصًا يتضمن دراسات مراقبة مبكرة حول الأدوية الموجودة المستخدمة في علاج كوفيد-19، حيث قاموا بتجنيد ضيوف آخرين من المحررين والمساهمين والمراجعين. رفضت المجلة اثنين من الأوراق المختارة: واحدة عن فاموتيدين شارك في تأليفها مالون والأخرى قدمها الطبيب بيير كوري حول استخدام الإيفرمكتين. رفض الناشر ورقة الإيفرمكتين بسبب ما ذكر أنها «سلسلة من الادعاءات القوية غير المدعومة» التي قرروا أنها «لا تقدم مساهمة علمية موضوعية ولا متوازنة». استقال مالون ومعظم المحررين الضيوف الآخرين احتجاجًا في أبريل 2021، وقد تم سحب عدد خاص من موقع المجلة.
تم انتقاد مالون أيضًا لادعائه الكاذب أن إدارة الغذاء والدواء الأمريكية (FDA) لم تمنح الموافقة الكاملة على لقاح فايزر في أغسطس 2021.